# Aparammoecius annapurnae
Aparammoecius annapurnae är en skalbaggsart som beskrevs av Zdzisława Stebnicka 1994. Aparammoecius annapurnae ingår i släktet Aparammoecius och familjen Aphodiidae. Inga underarter finns listade i Catalogue of Life.